# Трайко Стойковський
Трайко Донев Стойковський (мак. Траjко Донев Стоjковски; 10 січня 1923, Куманово — 14 жовтня 2005, Белград) — югославський македонський воєначальник часів Народно-визвольної війни в Югославії, Народний герой Югославії.

## Біографія
Народився 10 січня 1923 в Куманово. Після вторгнення країн Осі в країну пішов у підпілля і взявся за зброю. Вступив у Союз комуністичної молоді Югославії, до 1943 року працював в місті, після чого був розкритий болгарською поліцією.
У грудні 1943 року брав участь в бою проти четників. Пізніше командував ротою та батальйоном,: брав участь у боях за Скоп'є і Вардар.
Помер 14 жовтня 2005. Нагороджений медаллю Партизанської пам'яті 1941 року і Орденом Народного героя Югославії (20 грудня 1951).